# 金門縣立金湖國民中學
金門縣立金湖國民中學（Kinmen County Jin-Hu Junior High School），簡稱金湖國中、湖中，是一間位於中華民國金門縣金湖鎮的國民中學，創校於民國五十四年（1965年）秋，與金湖國小在校史上關係密切。

## 沿革
該校之成立可追溯自當時中華民國總統蔣中正指示於金門「試行延長國民義務教育」，而於民國五十四年（1965年）秋於今之國立金門高級農工職業學校校址所建的金門縣立金湖初級職業學校，隔年校名即改為「金門縣立金湖初級中學」，至民國五十七年（1968年）中華民國全境時行九年國教後改為今名。但後來在民國六十三年奉令與金湖國小、幼稚園合併以實驗九年一貫制國民義務教育，於金湖國小現址改組為「金門縣立金湖國民中小學實驗學校」，民國六十六年（1977年）7月實驗期滿後校名去掉「實驗學校」四字。
民國八十二年（1993年）7月國中部經金門縣政府核定獨立，於八十七年（1998年）2月遷入今校址。

## 姊妹校
- 中華民國：臺北市立敦化國民中學

## 外部連結
- 金門縣立金湖國民中學
- 金門縣立金湖國民中學的Facebook專頁